# Давіде Гьотто
Давіде Гьотто (3 грудня 1993 , Віченца, Венето ) — італійський ковзаняр, бронзовий призер Олімпійських ігор 2022 року, призер чемпіонату Європи.

## Олімпійські ігри
| Рік  | Місто                     | 5000 метрів | 10000 метрів |
| ---- | ------------------------- | ----------- | ------------ |
| 2018 | Пхьончхан, Південна Корея | 19          | 12           |
| 2022 | Пекін, Китай              | 8           | 3            |

## Чемпіонат світу
| Рік  | Місто                  | 5000 метрів | 10000 метрів |
| ---- | ---------------------- | ----------- | ------------ |
| 2017 | Каннин, Південна Корея | —           | 5            |
| 2019 | Інцель, Німеччина      | 11          | 6            |
| 2020 | Солт-Лейк-Сіті, США    | 7           | 6            |
| 2021 | Геренвен, Нідерланди   | 7           | 4            |